# Spazzo
Der Spazzo, das Tessiner Klafter, war ein Südschweizer Längen-, Flächen- und Raummaß und galt bis zur Umstellung auf das metrische System.
Als Längenmaß umfasste der Spazzo 3 Luganeser Ellen und entsprach damit etwa 1,808 Meter.
Als Flächenmaß fand er Anwendung für bergige Äcker und entsprach 3,54 Quadratmeter.
Als Raummaß für Brennholz entsprachen dem Spazzo 3 bis knapp 6 (5,83) Kubikmeter.